# Boston Neck
 (mars 2023).
Si vous disposez d'ouvrages ou d'articles de référence ou si vous connaissez des sites web de qualité traitant du thème abordé ici, merci de compléter l'article en donnant les références utiles à sa vérifiabilité et en les liant à la section « Notes et références ».
Le Boston Neck, ou Roxbury Neck, était un isthme reliant la presqu'île de Boston à la ville continentale de Roxbury. L'ancienne porte de ville y était située.
De nos jours, Boston n'est plus une presqu'île car des terres ont été gagnées sur la baie au fur et à mesure que la population de la ville augmentait et Roxbury est désormais un quartier de Boston.